# Lekkoatletyka na Letnich Igrzyskach Olimpijskich 2008 – bieg na 100 m kobiet
Bieg na 100 metrów kobiet był jedną z konkurencji lekkoatletycznych na XXIX Letnich Igrzyskach Olimpijskich w Pekinie.
Wyznaczone przez IAAF minima kwalifikacyjne wynosiły 11.32 (minimum A) oraz 11.42 (minimum B).
Rywalizacja rozpoczęła się drugiego dnia lekkoatletycznych zmagań, 16 sierpnia o 10.50. czasu miejscowego dziesięcioma biegami eliminacyjnymi. Finał odbył się dzień później, 17 sierpnia o 22.25 czasu miejscowego. 
Obrończynią tytułu z Aten była Julija Nieściarenka. 
Złoto zdobyła Jamajka Shelly-Ann Fraser-Pryce. Drugie na metę dobiegły równocześnie jej koleżanki z reprezentacji Sherone Simpson i Kerron Stewart. Była to pierwsza taka sytuacja w historii kobiecej lekkoatletyki na Igrzyskach Olimpijskich.

## Rekordy
Tabela przedstawia najlepsze wyniki, które uzyskały zawodniczki na świecie, jak i na igrzyskach oraz na każdym kontynencie. Stan z dnia 8 sierpnia 2008 roku.
| Rekord świata                                  | Florence Griffith-Joyner (USA) | 10,49 s | Indianapolis, Stany Zjednoczone | 16.07.1988 |
| Rekord olimpijski                              | Florence Griffith-Joyner (USA) | 10,62 s | Seul, Korea Południowa          | 24.09.1988 |
| Rekord Afryki                                  | Glory Alozie (NGR)             | 10,90 s | La Laguna, Hiszpania            | 05.06.1999 |
| Rekord Ameryki Północnej, Środkowej i Karaibów | Florence Griffith-Joyner (USA) | 10,49 s | Indianapolis, Stany Zjednoczone | 16.07.1988 |
| Rekord Azji                                    | Li Xuemei (CHN)                | 10,79 s | Szanghaj, Chiny                 | 18.10.1997 |
| Rekord Europy                                  | Christine Arron (FRA)          | 10,73 s | Budapeszt, Węgry                | 18.08.1998 |
| Rekord Oceanii                                 | Melinda Gainsford-Taylor (AUS) | 11.12 s | Sestriere                       | 31.07.1994 |

## Przebieg zawodów
| Poz. - pozycja |
| WR - rekord świata \| NR - rekord krajowy \| PB - rekord życiowy \| =PB - wyrównany rekord życiowy \| SB - najlepszy wynik w sezonie \| =SB - wyrównany najlepszy wynik w sezonie |
| Fn - falstart |
| * wyniki podawane w sekundach |

### Pierwsza runda
Do zawodów zostało zgłoszonych 85 zawodniczek z 69 krajów. W pierwszej rundzie zostały podzielone na 10 biegów, z których bezpośredni awans zdobywały trzy pierwsze sprinterki (Q) oraz dodatkowo 10 z najlepszymi czasami (q), które zajęły miejsca poza pierwszą trójką.

#### Bieg 1
Wiatr: -0,8 m/s
Godzina: 10:50 (UTC+8)
| Poz. | Zawodniczka         | Narodowość           | Tor | Reakcja | Rezultat | Uwagi |
| ---- | ------------------- | -------------------- | --- | ------- | -------- | ----- |
| 1    | Torri Edwards       | 8 Stany Zjednoczone  | 1   | 0,169   | 11,26    | Q     |
| 2    | Jeanette Kwakye     | 9 Wielka Brytania    | 8   | 0,142   | 11,30    | Q     |
| 3    | Myriam Léonie Mani  | 4 Kamerun            | 3   | 0,151   | 11,64    | Q     |
| 4    | Inna Eftimowa       | 2 Bułgaria           | 2   | 0,189   | 11,67    |       |
| 5    | Wang Jing           | 3 Chiny              | 9   | 0,188   | 11,87    |       |
| 6    | Ani Khachikyan      | 1 Armenia            | 5   | 0,204   | 12,76    |       |
| 7    | Ivana Rozhman       | 5 Macedonia Północna | 4   | 0,233   | 12,92    |       |
| 8    | Peoria Koshiba      | 7 Palau              | 7   | 0,174   | 13,18    |       |
| 9    | Buthaina Al-Yaqoobi | 6 Oman               | 6   | 0,180   | 13,90    |       |

#### Bieg 2
Wiatr: -0,6 m/s
Godzina: 10:57 (UTC+8)
| Poz. | Zawodniczka                | Narodowość                   | Tor | Reakcja | Rezultat | Uwagi |
| ---- | -------------------------- | ---------------------------- | --- | ------- | -------- | ----- |
| 1    | Christine Arron            | 3 Francja                    | 6   | 0,250   | 11,37    | Q     |
| 2    | Lauryn Williams            | 7 Stany Zjednoczone          | 3   | 0,183   | 11,38    | Q     |
| 3    | Tahesia Harrigan           | 2 Brytyjskie Wyspy Dziewicze | 8   | 0,188   | 11,46    | Q; SB |
| 4    | Lucimar Aparecida de Moura | 1 Brazylia                   | 4   | 0,163   | 11,60    | q     |
| 5    | Sherry Fletcher            | 4 Grenada                    | 8   | 0,187   | 11,65    |       |
| 6    | Dana Abdul Razak           | 5 Irak                       | 7   |         | 12,36    | PB    |
| 7    | Sadaf Siddiqui             | 6 Pakistan                   | 5   | 0,273   | 12,41    |       |
| 8    | Asenate Manoa              | 9 Tuvalu                     | 2   | 0,205   | 14,05    | NR    |

#### Bieg 3
Wiatr: -0,2 m/s
Godzina: 11:04 (UTC+8)
| Poz. | Zawodniczka      | Narodowość            | Tor | Reakcja | Rezultat | Uwagi |
| ---- | ---------------- | --------------------- | --- | ------- | -------- | ----- |
| 1    | Muna Lee         | 6 Stany Zjednoczone   | 8   | 0,219   | 11,33    | Q     |
| 2    | Lauryn Williams  | 9 Włochy              | 1   | 0,179   | 11,43    | Q     |
| 3    | Guzel Khubbieva  | 7 Uzbekistan          | 5   | 0,142   | 11,44    | Q     |
| 4    | Virgil Hodge     | 5 Saint Kitts i Nevis | 3   | 0,194   | 11,48    | q     |
| 5    | Natalja Rusakowa | 4 Rosja               | 9   | 0,201   | 11,61    | q     |
| 6    | Wan Kin Yee      | 1 Hongkong            | 7   | 0,151   | 12,37    |       |
| 7    | Gharid Ghrouf    | 3 Palestyna           | 2   | 0,242   | 13,07    | NR    |
| 8    | Elis Lapenmal    | 8 Vanuatu             | 6   | 0,215   | 13,31    |       |
| 9    | Bounkou Camara   | 2 Mauretania          | 4   | 0,202   | 13,69    |       |

#### Bieg 4
Wiatr: -0,4 m/s
Godzina: 11:11 (UTC+8)
| Poz. | Zawodniczka           | Narodowość                 | Tor | Reakcja | Rezultat | Uwagi |
| ---- | --------------------- | -------------------------- | --- | ------- | -------- | ----- |
| 1    | Chandra Sturrup       | 1 Bahamy                   | 6   | 0,246   | 11,30    | Q     |
| 2    | Kelly-Ann Baptiste    | 6 Trynidad i Tobago        | 5   | 0,204   | 11,39    | Q     |
| 3    | Lina Grinčikaitė      | 4 Litwa                    | 3   | 0,168   | 11,43    | Q     |
| 4    | Semoy Hackett         | 6 Trynidad i Tobago        | 8   | 0,210   | 11,53    | q     |
| 5    | Affoué Amandine Allou | 8 Wybrzeże Kości Słoniowej | 9   | 0,204   | 11,75    |       |
| 6    | Valentina Nazarova    | 7 Turkmenistan             | 7   | 0,247   | 11,94    |       |
| 7    | Tit Linda Sou         | 3 Kambodża                 | 4   | 0,183   | 12,98    | PB    |
| 8    | Fathia Ali Bouraleh   | 2 Dżibuti                  | 2   | 0,280   | 14,29    |       |

#### Bieg 5
Wiatr: -1,4 m/s
Godzina: 11:18 (UTC+8)
| Poz. | Zawodniczka         | Narodowość            | Tor | Reakcja | Rezultat | Uwagi |
| ---- | ------------------- | --------------------- | --- | ------- | -------- | ----- |
| 1    | Kim Gevaert         | 3 Belgia              | 5   | 0,156   | 11,33    | Q     |
| 2    | Julija Nieściarenka | 4 Białoruś            | 7   | 0,175   | 11,40    | Q     |
| 3    | Vũ Thị Hương        | 8 Wietnam             | 4   | 0,207   | 11,72    | Q     |
| 4    | Halimat Ismaila     | 7 Nigeria             | 2   | 0,200   | 11,74    |       |
| 5    | Chisato Fukushima   | 6 Japonia             | 6   | 0,162   | 12,04    |       |
| 6    | Sonia Williams      | 2 Antyle Holenderskie | 3   | 0,198   | 11,94    |       |
| 7    | Cora Alicto         | 5 Guam                | 9   | 0,199   | 13,31    | PB    |
| 8    | Robina Muqimyar     | 1 Afganistan          | 8   | 0,263   | 14,80    |       |

#### Bieg 6
Wiatr: -0,9 m/s
Godzina: 11:25 (UTC+8)
| Poz. | Zawodniczka                | Narodowość        | Tor | Reakcja | Rezultat | Uwagi |
| ---- | -------------------------- | ----------------- | --- | ------- | -------- | ----- |
| 1    | Shelly-Ann Fraser-Pryce    | 5 Jamajka         | 2   | 0,193   | 11,35    | Q     |
| 2    | Vida Anim                  | 4 Ghana           | 5   | 0,170   | 11,47    | Q     |
| 3    | Paulette Zang-Milama       | 3 Gabon           | 6   | 0,187   | 11,62    | Q     |
| 4    | Laura Turner               | 8 Wielka Brytania | 9   | 0,174   | 11,65    |       |
| 5    | Nirinaharifidy Ramilijaona | 6 Madagaskar      | 7   | 0,190   | 12,07    |       |
| 6    | Timicka Clarke             | 2 Bahamy          | 8   | 0,172   | 12,16    |       |
| 7    | Montserrat Pujol           | 1 Andora          | 4   | 0,225   | 12,73    |       |
| 8    | Jessica Aguilera           | 7 Nikaragua       | 1   | 0,195   | 13,15    |       |
| 9    | Pauline Kwalea             | 9 Wyspy Salomona  | 3   | 0,166   | 13,28    | PB    |

#### Bieg 7
Wiatr: -0,5 m/s
Godzina: 11:32 (UTC+8)
| Poz. | Zawodniczka         | Narodowość        | Tor | Reakcja | Rezultat | Uwagi |
| ---- | ------------------- | ----------------- | --- | ------- | -------- | ----- |
| 1    | Iwet Łałowa         | 2 Bułgaria        | 2   | 0,162   | 11,36    | Q     |
| 2    | Montell Douglas     | 8 Wielka Brytania | 5   | 0,167   | 11,36    | Q     |
| 3    | Virgen Benavides    | 5 Kuba            | 9   | 0,178   | 11,45    | Q; SB |
| 4    | Ene Franca Idoko    | 6 Nigeria         | 4   | 0,177   | 11,61    | q     |
| 5    | Pia Tajnikar        | 7 Słowenia        | 3   | 0,181   | 11,82    |       |
| 6    | Feta Ahamada        | 4 Komory          | 8   | 0,172   | 11,88    |       |
| 7    | Fatou Tiyana        | 3 Gambia          | 6   | 0,190   | 12,25    | PB    |
| 8    | Beauty Nazmun Nahar | 1 Bangladesz      | 7   | 0,190   | 12,52    |       |

#### Bieg 8
Wiatr: 1,1 m/s
Godzina: 11:39 (UTC+8)
| Poz. | Zawodniczka                  | Narodowość                      | Tor | Reakcja | Rezultat | Uwagi |
| ---- | ---------------------------- | ------------------------------- | --- | ------- | -------- | ----- |
| 1    | Oludamola Osayomi            | 5 Nigeria                       | 3   | 0,206   | 11,13    | Q     |
| 2    | Debbie Ferguson-McKenzie     | 1 Bahamy                        | 6   | 0,166   | 11,17    | Q     |
| 3    | Daria Korczyńska             | 7 Polska                        | 2   | 0,159   | 11,22    | Q; PB |
| 4    | Yomara Hinestroza            | 4 Kolumbia                      | 9   | 0,171   | 11,39    | q     |
| 5    | Sasha Springer               | 8 Trynidad i Tobago             | 7   | 0,186   | 11,55    | q; SB |
| 6    | Mae Koime                    | 6 Papua-Nowa Gwinea             | 5   | 0,200   | 11,68    |       |
| 7    | Hinikissia Albertine Ndikert | 2 Czad                          | 4   | 0,207   | 12,55    | PB    |
| 8    | Magali Franka                | 3 Demokratyczna Republika Konga | 8   | 0,224   | 12,57    | PB    |

#### Bieg 9
Wiatr: -0,6 m/s
Godzina: 11:46 (UTC+8)
| Poz. | Zawodniczka             | Narodowość   | Tor | Reakcja | Rezultat | Uwagi |
| ---- | ----------------------- | ------------ | --- | ------- | -------- | ----- |
| 1    | Jewgienija Polakowa     | 7 Rosja      | 7   | 0,176   | 11,24    | Q     |
| 2    | Jade Bailey             | 1 Barbados   | 4   | 0,194   | 11,46    | Q     |
| 3    | Sherone Simpson         | 3 Jamajka    | 9   | 0,172   | 11,48    | Q; PB |
| 4    | Natalija Pohrebniak     | 9 Ukraina    | 3   | 0,144   | 11,60    | q     |
| 5    | Tezdżan Naimowa         | 2 Bułgaria   | 1   | 0,178   | 11,70    |       |
| 6    | Jutamass Thavoncharoen  | 8 Tajlandia  | 6   | 0,188   | 11,82    | SB    |
| 7    | Waseelah Saad           | 4 Jemen      | 2   | 0,232   | 13,60    | NR    |
| 8    | Maria Ikelap            | 6 Mikronezja | 8   |         | 13,73    | SB    |
| 9    | Philaylack Sackpraseuth | 5 Laos       | 5   | 0,264   | 13,86    |       |

#### Bieg 10
Wiatr: 0,0 m/s
Godzina: 11:53 (UTC+8)
| Poz. | Zawodniczka            | Narodowość                             | Tor | Reakcja | Rezultat | Uwagi |
| ---- | ---------------------- | -------------------------------------- | --- | ------- | -------- | ----- |
| 1    | Kerron Stewart         | 3 Jamajka                              | 4   | 0,197   | 11,28    | Q     |
| 2    | Ezinne Okparaebo       | 5 Norwegia                             | 2   | 0,163   | 11,32    | Q; NR |
| 3    | LaVerne Jones-Ferrette | 8 Wyspy Dziewicze Stanów Zjednoczonych | 5   | 0,179   | 11,41    | Q; PB |
| 4    | Barbara Pierre         | 2 Haiti                                | 7   | 0,165   | 11,52    | q     |
| 5    | Natalya Murinovich     | 6 Rosja                                | 8   | 0,179   | 11,55    | q     |
| 6    | Charlene Attard        | 4 Malta                                | 1   | 0,176   | 12,20    | SB    |
| 7    | Michaela Kargbo        | 7 Sierra Leone                         | 3   | 0,231   | 12,54    | NR    |
| 8    | Milena Milašević       | 1 Czarnogóra                           | 9   | 0,218   | 12,65    | SB    |
| 9    | Chandra Kala Thapa     | 4 Nepal                                | 6   | 0,214   | 13,15    |       |

### Druga runda
40 zawodniczek, które awansowały z pierwszej rundy zostało podzielonych na 5 biegów ćwierćfinałowych, z których do półfinałów awansowały trzy pierwsze (Q) plus jedna z czasem (q).  
Biegi ćwierćfinałowe odbyły się 16 sierpnia podczas sesji wieczornej.

#### Bieg 1
Wiatr: 0,1 m/s
Godzina: 20:35 (UTC+8)
| Poz. | Zawodniczka             | Narodowość                             | Tor | Reakcja | Rezultat | Uwagi |
| ---- | ----------------------- | -------------------------------------- | --- | ------- | -------- | ----- |
| 1    | Shelly-Ann Fraser-Pryce | 2 Jamajka                              | 6   | 0,249   | 11,06    | Q     |
| 2    | Jewgienija Polakowa     | 5 Rosja                                | 4   | 0,197   | 11,13    | Q; SB |
| 3    | Jeanette Kwakye         | 7 Wielka Brytania                      | 7   | 0,174   | 11,18    | Q; PB |
| 4    | Virgil Hodge            | 6 Saint Kitts i Nevis                  | 2   | 0,217   | 11,45    |       |
| 5    | LaVerne Jones-Ferrette  | 8 Wyspy Dziewicze Stanów Zjednoczonych | 8   | 0,231   | 11,55    |       |
| 6    | Myriam Léonie Mani      | 3 Kamerun                              | 9   | 0,182   | 11,65    |       |
| 7    | Ene Franca Idoko        | 4 Nigeria                              | 3   | 0,184   | 11,66    |       |
| 8    | Jade Bailey             | 1 Barbados                             | 5   | 0,234   | 11,67    |       |

#### Bieg 2
Wiatr: 0,1 m/s
Godzina: 20:42 (UTC+8)
| Poz. | Zawodniczka         | Narodowość          | Tor | Reakcja | Rezultat | Uwagi |
| ---- | ------------------- | ------------------- | --- | ------- | -------- | ----- |
| 1    | Sherone Simpson     | 2 Jamajka           | 8   | 0,153   | 11,02    | Q     |
| 2    | Muna Lee            | 5 Stany Zjednoczone | 5   | 0,173   | 11,08    | Q     |
| 3    | Chandra Sturrup     | 1 Bahamy            | 7   | 0,179   | 11,16    | Q     |
| 4    | Montell Douglas     | 8 Wielka Brytania   | 4   | 0,165   | 11,38    |       |
| 5    | Virgen Benavides    | 3 Kuba              | 9   | 0,169   | 11,40    | SB    |
| 6    | Kelly-Ann Baptiste  | 6 Trynidad i Tobago | 6   | 0,190   | 11,42    |       |
| 7    | Natalya Murinovich  | 4 Rosja             | 5   | 0,188   | 11,51    |       |
| 8    | Natalija Pohrebniak | 7 Ukraina           | 3   | 0,151   | 11,55    |       |

#### Bieg 3
Wiatr: 0,1 m/s
Godzina: 20:49 (UTC+8)
| Poz. | Zawodniczka              | Narodowość | Tor | Reakcja | Rezultat | Uwagi |
| ---- | ------------------------ | ---------- | --- | ------- | -------- | ----- |
| 1    | Debbie Ferguson-McKenzie | 1 Bahamy   | 4   | 0,162   | 11,21    | Q     |
| 2    | Oludamola Osayomi        | 5 Nigeria  | 7   | 0,183   | 11,28    | Q     |
| 3    | Vida Anim                | 3 Ghana    | 5   | 0,169   | 11,32    | Q     |
| 4    | Christine Arron          | 2 Francja  | 6   | 0,191   | 11,36    |       |
| 5    | Daria Korczyńska         | 6 Polska   | 9   | 0,151   | 11,41    |       |
| 6    | Natalja Rusakowa         | 7 Rosja    | 2   | 0,186   | 11,42    |       |
| 7    | Yomara Hinestroza        | 4 Kolumbia | 3   | 0,170   | 11,66    |       |
| 8    | Vũ Thị Hương             | 8 Wietnam  | 8   | 0,186   | 11,70    |       |

#### Bieg 4
Wiatr: 0,4 m/s
Godzina: 20:56 (UTC+8)
| Poz. | Zawodniczka                | Narodowość                   | Tor | Reakcja | Rezultat | Uwagi |
| ---- | -------------------------- | ---------------------------- | --- | ------- | -------- | ----- |
| 1    | Kerron Stewart             | 5 Jamajka                    | 6   | 0,156   | 10,98    | Q     |
| 2    | Oludamola Osayomi          | 6 Stany Zjednoczone          | 4   | 0,150   | 11,07    | Q     |
| 3    | Vida Anim                  | 1 Belgia                     | 5   | 0,149   | 11,10    | Q     |
| 4    | Julija Nieściarenka        | 2 Białoruś                   | 7   | 0,187   | 11,14    | q; SB |
| 5    | Tahesia Harrigan           | 4 Brytyjskie Wyspy Dziewicze | 8   | 0,156   | 11,36    | SB    |
| 6    | Semoy Hackett              | 7 Trynidad i Tobago          | 3   | 0,162   | 11,46    |       |
| 7    | Guzel Khubbieva            | 8 Uzbekistan                 | 9   | 0,152   | 11,49    |       |
| 8    | Lucimar Aparecida de Moura | 3 Brazylia                   | 2   | 0,152   | 11,67    |       |

#### Bieg 5
Wiatr: 0,1 m/s
Godzina: 21:03 (UTC+8)
| Poz. | Zawodniczka          | Narodowość          | Tor | Reakcja | Rezultat | Uwagi |
| ---- | -------------------- | ------------------- | --- | ------- | -------- | ----- |
| 1    | Torri Edwards        | 6 Stany Zjednoczone | 6   | 0,160   | 11,31    | Q     |
| 2    | Lina Grinčikaitė     | 4 Litwa             | 8   | 0,161   | 11,33    | Q; PB |
| 3    | Iwet Łałowa          | 1 Bułgaria          | 5   | 0,181   | 11,40    | Q     |
| 4    | Ezinne Okparaebo     | 5 Norwegia          | 4   | 0,169   | 11,45    |       |
| 5    | Barbara Pierre       | 2 Haiti             | 2   | 0,197   | 11,56    |       |
| 6    | Anita Pistone        | 8 Włochy            | 7   | 0,148   | 11,56    |       |
| 7    | Paulette Zang-Milama | 3 Gabon             | 9   | 0,191   | 11,59    |       |
| 8    | Sasha Springer       | 7 Trynidad i Tobago | 3   | 0,204   | 11,71    |       |

### Półfinały
W półfinałach znalazło się 16 zawodniczek. Zostały one podzielone na 2 biegi. Awans z każdego zdobywały cztery pierwsze sprinterki.
Biegi półfinałowe odbyły się 17 sierpnia podczas sesji wieczornej.

#### Półfinał 1
Wiatr: -0,7 m/s
Godzina: 19:45 (UTC+8)
| Poz. | Zawodniczka             | Narodowość          | Tor | Reakcja | Rezultat | Uwagi |
| ---- | ----------------------- | ------------------- | --- | ------- | -------- | ----- |
| 1    | Shelly-Ann Fraser-Pryce | 4 Jamajka           | 6   | 0,217   | 11,00    | Q     |
| 2    | Muna Lee                | 7 Stany Zjednoczone | 4   | 0,155   | 11,06    | Q     |
| 3    | Lauryn Williams         | 7 Stany Zjednoczone | 7   | 0,174   | 11,10    | Q     |
| 4    | Sherone Simpson         | 4 Jamajka           | 5   | 0,166   | 11,11    | Q     |
| 5    | Chandra Sturrup         | 1 Bahamy            | 9   | 0,159   | 11,22    |       |
| 6    | Lina Grinčikaitė        | 6 Litwa             | 8   | 0,163   | 11,50    |       |
| 7    | Iwet Łałowa             | 2 Bułgaria          | 3   | 0,171   | 11,59    |       |
| 8    | Vida Anim               | 3 Ghana             | 2   | 0,189   | 11,51    |       |

#### Półfinał 2
Wiatr: -0,2 m/s
Godzina: 19:53 (UTC+8)
| Poz. | Zawodniczka              | Narodowość          | Tor | Reakcja | Rezultat | Uwagi |
| ---- | ------------------------ | ------------------- | --- | ------- | -------- | ----- |
| 1    | Kerron Stewart           | 4 Jamajka           | 7   | 0,202   | 11,05    | Q     |
| 2    | Torri Edwards            | 7 Stany Zjednoczone | 4   | 0,174   | 11,18    | Q     |
| 3    | Jeanette Kwakye          | 8 Wielka Brytania   | 3   | 0,156   | 11,19    | Q     |
| 4    | Debbie Ferguson-McKenzie | 1 Bahamy            | 6   | 0,184   | 11,22    | Q     |
| 5    | Julija Nieściarenka      | 3 Białoruś          | 2   | 0,156   | 11,26    |       |
| 6    | Kim Gevaert              | 2 Belgia            | 8   | 0,194   | 11,30    |       |
| 7    | Jewgienija Polakowa      | 6 Rosja             | 5   | 0,173   | 11,38    |       |
| 8    | Oludamola Osayomi        | 5 Nigeria           | 9   | 0,208   | 11,44    |       |

### Finał
17 sierpnia o godzinie 22:25, po trzech rundach eliminacyjnych nadszedł czas na finał. Wystartowało w nim 8 zawodniczek - 3 Jamajki, 3 Amerykanki, Brytyjka oraz Bahamka. Najszybszą okazała się Shelly-Ann Fraser, a za nią ex-equo uplasowały się Sherone Simpson oraz Kerron Stewart. Wszystkie trzy pobiegły poniżej 11 sekund.
Wiatr: 0,0 m/s
Godzina: 22:25 (UTC+8)
| Poz. | Zawodniczka              | Narodowość          | Tor | Reakcja | Rezultat | Uwagi |
| ---- | ------------------------ | ------------------- | --- | ------- | -------- | ----- |
| 1    | Shelly-Ann Fraser-Pryce  | 2 Jamajka           | 4   | 0,190   | 10,78    | PB    |
| 2    | Sherone Simpson          | 2 Jamajka           | 2   | 0,155   | 10,98    |       |
| 2    | Kerron Stewart           | 2 Jamajka           | 7   | 0,232   | 10,98    |       |
| 4    | Lauryn Williams          | 3 Stany Zjednoczone | 8   | 0,149   | 11,03    |       |
| 5    | Muna Lee                 | 3 Stany Zjednoczone | 5   | 0,234   | 11,07    |       |
| 6    | Jeanette Kwakye          | 4 Wielka Brytania   | 9   | 0,161   | 11,14    | PB    |
| 7    | Debbie Ferguson-McKenzie | 1 Bahamy            | 3   | 0,167   | 11,19    |       |
| 8    | Torri Edwards            | 3 Stany Zjednoczone | 6   | 0,179   | 11,20    |       |